# Donna Ferrato
Donna Ferrato (* 5. června 1949) je současná italská novinářská fotografka působící v New Yorku.

## Život a dílo
Fotografka se více než deset let pohybovala v tématu domácího násilí, jehož vrcholem byl cyklus Living with the Enemy / Život s nepřítelem. Tento soubor vznikl v rámci projektu Domestic Abuse Awareness Project, který Donna Ferrato podporuje. Fotografovala na policejních stanicích, v nemocnicích, soudních síních, azylových domech a dokonce i v domácnostech obětí. Publikuje v magazínech Life, Time, Stern, Fortune nebo The New York Times.
| „                          | Proti domácímu násilí je potřeba vystupovat všude na světě. Doufám že v České republice brzy naleznete způsob, jak účinně ochránit jeho oběti. Je však také důležité, aby padly různé předsudky o soužití partnerů. Ty jsou u vás velmi silné, silnější než v Americe. | “ |
| — Donna Ferrato Praha 2003 | |   |

Spolupracuje s moskevským festivalem Interfoto.

## Ocenění
V roce 1986 obdržela Cenu W. Eugena Smithe a kromě mnoha jiných cen, získala také cenu Courage in Journalism.